# Epidendrum porquerense
Epidendrum porquerense là một loài thực vật có hoa trong họ Lan. Loài này được F.Lehm. & Kraenzl. mô tả khoa học đầu tiên năm 1899.